# لیک‌مانت (پنسیلوانیا)
لیک‌مانت (به انگلیسی: Lakemont) یک منطقهٔ مسکونی در ایالات متحده آمریکا است که در شهرستان بلیر، پنسیلوانیا واقع شده‌است. لیک‌مانت  ۱٬۸۶۸ نفر جمعیت دارد و ۳۳۱٫۰۲ متر بالاتر از سطح دریا واقع شده‌است.